# Trockenborn-Wolfersdorf
Trockenborn-Wolfersdorf település Németországban, azon belül Türingiában. Lakosainak száma 627 fő (2023. december 31.).

## Népesség
A település népességének változása:
| Lakosok száma | 606  | 594  | 595  | 603  | 627  |
|               | 2017 | 2019 | 2021 | 2022 | 2023 |